# Centroclisis maligna
Centroclisis maligna is een insect uit de familie van de mierenleeuwen (Myrmeleontidae), die tot de orde netvleugeligen (Neuroptera) behoort. 
Centroclisis maligna is voor het eerst wetenschappelijk beschreven door Navás in 1912.